# Бушанча
Бушанча́ — село в Кайбицком районе Татарстана, входит в Большерусаковское сельское поселение. Расположено на реке Имелли (бассейн Свияги) в 12 км к востоку от Больших Кайбиц.

## История
Основано во второй половине XVII века. Известно в XIX веке колёсным производством. В начале XX в. в селе функционировали церковь Архистратига Михаила, церковно-приходская школа, 2 ветряные мельницы, 4 мелочные лавки. В этот период земельный надел сельской общины составлял 738 десятин. До 1920 деревня входила в Кушманскую волость Свияжского уезда Казанской губернии. С 1920 в составе Свияжского кантона ТАССР. С 14 февраля 1927 в Ульянковском, с 1 августа 1927 в Кайбицком, с 1 февраля 1963 в Буинском, с 4 марта 1964 в Апастовском, с 19 апреля 1991 в Кайбицком районах.
В 2011 году реконструирована дорога, проходящая через село.

## Демография
| Население |      |      |      |      |      |      |      |      |      |      |      |      |      |
| 1859      | 1897 | 1908 | 1920 | 1926 | 1938 | 1949 | 1958 | 1970 | 1979 | 1989 | 2002 | 2010 | 2017 |
| 440       | 889  | 962  | 764  | 624  | 626  | 492  | 437  | 393  | 293  | 216  | 114  | 65   |      |

Национальный состав (2017 год): русские — 90 %, чуваши — 10 %.